# 39 (KinKi Kidsのアルバム)
『39』（サンキュー）は、KinKi Kidsの3枚目のベスト・アルバム。2007年7月18日発売。発売元はジャニーズ・エンタテイメント。

## 解説
2004年の『KinKi Single Selection II』から2年7か月、CDデビューから10年を記念した、ベストアルバム第3弾。タイトルは感謝の気持ち「Thank You」にかけており、収録曲も全39曲である。これまでに発売された2作のベストは、シングルコレクションとして製作されたが、本作はデビュー10周年を記録し、デビュー曲から本作発売までに発表された全楽曲を対象とした、ファン投票のセレクションアルバムである。なお、本作はKinKi Kidsの作品としては初となる、2枚組以上のCD作品である。
本作の収録曲は、2007年のシングル『BRAND NEW SONG』発売時に行ったアンケート「Your Favorite Song of KinKi Kids」で全129曲の中から選ばれたトップ10曲と新曲、光一・剛がそれぞれ選んだ14曲ずつがあり、CD3枚組に39曲を収録している。内容はファンやメンバーによる選曲のため、シングルメイン曲すべてを網羅しているわけではない。
選曲方法は、本人達があらかじめ好きな曲を14曲選んだ上で、アンケート結果と照らし合わせ、重複しているものを省いた。その後2人の間で重複している楽曲をそれぞれの選曲に振り分け、新たに選曲した。なお、光一が選んだ曲はアンケート結果と8曲も同じであった。ファン投票によって選ばれたDisc1は、上位TOP10を1位から順に収録。11曲目に新曲を収録している。
堂本ブラザーズバンド2ndライブで初披露された『Music of Life』、『KinKi Kids forever』の全英語詞バージョンは、本作で初商品化された（ライブDVDを除く）。
初回限定盤は3方背ケース入り十字開き5面デジパック仕様で、ライブ映像などを収録したDVD1枚、36Pスペシャルブックレット、10Pジャケットを付属している。通常盤は28Pブックレット、14Pジャケットで通常盤の初回プレス分のみピクチャーレーベル仕様、プレミアム・メッセージカードが付属している。
ジャケット写真は紅白のストライプになっており、左下に黒文字でタイトルが描かれているのみである。ジャケットにアーティスト写真が掲載されていない作品で、アルバムとしては『E album』、『G album -24/7-』（通常盤）、『Ballad Selection』（初回盤）、『The BEST』（通常盤）、シングルでは『永遠に』、『道は手ずから夢の花』（通常盤）のみである。

## チャート成績
2007年7月30日付のオリコン週間ランキングで初週30.1万枚を売り上げて、初登場1位を獲得した。自身のベスト・アルバムとしては、『KinKi Single Selection』『KinKi Single Selection II』に続いて3作連続・通算3作目となった。

## 収録曲
※収録曲の解説は各収録作品のページを参照のこと。

### Disc 1 【YOUR FAVORITE】
1. 愛のかたまり [4:47]
（作詞：堂本剛 / 作曲：堂本光一 / 編曲：吉田建）
13thシングル『Hey! みんな元気かい?』カップリング。
2. Anniversary [5:12]
（作詞：Satomi / 作曲：織田哲郎 / 編曲：家原正樹）
20thシングル。
3. 雪白の月 [5:51]
（作詞：Satomi / 作曲：松本良喜 / 編曲：十川知司）
22ndシングル『SNOW! SNOW! SNOW!』通常盤カップリング。
4. Love is... 〜いつもそこに君がいたから〜 [4:51]
（作詞・作曲：成海カズト / 編曲：garamonn）
9thアルバム『I album -iD-』通常盤収録曲。
5. 恋涙 [4:35]
（作詞：堂本剛 / 作曲：堂本光一 / 編曲：石塚知生）
8thアルバム『H album -H・A・N・D-』収録曲。
6. ボクの背中には羽根がある [4:16]
（作詞：松本隆 / 作曲：織田哲郎 / 編曲：家原正樹）
11thシングル。
7. 硝子の少年 [4:41]
（作詞：松本隆 / 作曲・編曲：山下達郎）
デビューシングル。
8. 雨のMelody [4:14]
（作詞：康珍化 / 作曲：武藤敏史・坂井秀陽 / 編曲：有賀啓雄）
8thシングルの1曲目。
9. 薄荷キャンディー [4:37]
（作詞：松本隆 / 作曲・編曲：Fredrik Hult・Ola Larsson・Öystein Grindheim・Henning Hartung）
18thシングル。
10. 月光 [5:14]
（作詞：浅田信一 / 作曲：飯田建彦 / 編曲：ha-j）
5thアルバム『E album』収録曲。
11. Music of Life [8:47]
（作詞：堂本光一 / 作曲：堂本剛 / 編曲：吉田建 / ストリングスアレンジ：弦一徹 / オリジナルアレンジ：DMBB）
2006年の『堂本ブラザーズバンド2ndライブ』で初披露された。前半はピアノとストリングスをベースにしたバラードで、ラストからアップテンポへと変わる楽曲。演奏時間は自身の楽曲の中で一番長い8分47秒にも及ぶ。作詞・作曲・編曲で組み合わせが同じなのは『I album -iD-』に収録されている「futari」以来2回目である。
出版者：ブライト・ノート・ミュージック

### Disc 2 【KOICHI'S FAVORITE】
1. Kissからはじまるミステリー [5:08]
（作詞：松本隆 / 作曲・編曲：山下達郎）
デビューアルバム『A album』収録曲。
2. Bonnie Butterfly [4:23]
（作詞・作曲：井手コウジ / 編曲：米光亮・井手コウジ）
7thアルバム『G album - 24/7 -』収録曲。
3. LOVESICK [4:32]
（作詞：戸沢暢美 / 作曲・編曲：Face 2 fAKE）
5thアルバム『E album』収録曲。
4. Misty [4:22]
（作詞・作曲：堂島孝平 / 編曲：CHOKKAKU）
4thアルバム『D album』収録曲。
5. ビロードの闇 [4:25]
（作詞：Satomi / 作曲：林田健司 / 編曲：CHOKKAKU）
21stシングル。
6. 99%LIBERTY [4:51]
（作詞：前田たかひろ / 作曲：織田哲郎 / 編曲：家原正樹 / ブラスアレンジ：下神竜哉）
8thアルバム『H album -H・A・N・D-』収録曲。
7. ライバル [5:13]
（作詞・作曲・編曲：オオヤギヒロオ）
6thアルバム『F album』収録曲。
8. HELLO [4:55]
（作詞：山本英美 / 作曲：寺田一郎 / 編曲：船山基紀 / コーラスアレンジ：岩田雅之）
3rdシングル『ジェットコースター・ロマンス』カップリング。
9. このまま手をつないで [5:04]
（作詞：松本隆 / 作曲：馬飼野康二 / 編曲：CHOKKAKU / コーラスアレンジ：松下誠）
2ndアルバム『B album』収録曲。
10. フラワー [5:13]
（作詞：HΛL / 作曲：HΛL・音妃 / 編曲：船山基紀 / コーラスアレンジ：松下誠）
7thシングル。
11. ふらいんぐ・ぴーぷる '99 [4:53]
（作詞：戸沢暢美 / 作曲：飯田建彦 / 編曲：CHOKKAKU）
3rdアルバム『C album』収録曲。
12. いつも僕は恋するんだろう [5:06]
（作詞・作曲：堂島孝平 / 編曲：CHOKKAKU）
11thシングル『ボクの背中には羽根がある』カップリング。
13. 真冬のパンセ [4:45]
（作詞：浅田信一 / 作曲：石塚知生 / 編曲：CHOKKAKU）
9thアルバム『I album -iD-』収録曲。
14. Harmony of December [4:57]
（作詞・作曲：マシコタツロウ / 編曲：ha-j / ストリングスアレンジ：佐藤泰将 / コーラスアレンジ：高橋哲也）
24thシングル。

### Disc 3 【TSUYOSHI'S FAVORITE】
1. せつない恋に気づいて [4:25]
（作詞：MIZUE & HIDE / 作曲：寺田一郎 / 編曲：岩田雅之）
デビューアルバム『A album』収録曲。
2. ずっと抱きしめたい [4:56]
（作詞：堂本剛・相田毅 / 作曲：寺田一郎 / 編曲：長岡成貢 / コーラスアレンジ：松下誠）
2ndアルバム『B album』収録曲。
3. Natural Thang [4:53]
（作詞・作曲・コーラスアレンジ：米倉利紀 / 編曲：木村賢一）
3rdアルバム『C album』収録曲。
4. Love U4 Good [6:16]
（作詞：double S / 作曲：松本良喜 / 編曲：安部潤 / コーラスアレンジ：知野芳彦）
5thアルバム『E album』収録曲。
5. to Heart [4:50]
（作詞：久保田洋司・E.komatsu / 作曲：宮崎歩 / 編曲：CHOKKAKU）
8thシングルの2曲目。
6. カナシミ ブルー [5:08]
（作詞・作曲：堂島孝平 / 編曲：CHOKKAKU）
14thシングル。
7. 春雷 [4:13]
（作詞：上田ケンジ / 作曲：小田原友洋 / 編曲：十川知司）
21stシングルのカップリング。
8. 君のためのうた [3:49]
（作詞・作曲：周水 (canna) / 編曲：南利一）
12thシングル『情熱』カップリング。
9. 青の時代 [5:36]
（作詞・作曲：canna / 編曲：新川博 / コーラスアレンジ：松下誠）
4thシングルの2曲目。
10. ひらひら [4:31]
（作詞・作曲：堂本剛 / 編曲：ha-j・吉岡たく）
6thアルバム『F album』収録曲。
11. Destination [4:51]
（作詞・作曲：Gajin / 編曲：DANCE☆MAN / ブラスアレンジ：川松久芳）
7thアルバム『G album - 24/7 -』収録曲。
12. Night+Flight [4:38]
（作詞・作曲：Gajin / 編曲：佐久間誠）
9thアルバム『I album -iD-』収録曲。
13. In My Heart [5:09]
（作詞・作曲：オオヤギヒロオ / 編曲：石塚知生 / コーラスアレンジ：岩田雅之）
8thアルバム『H album -H・A・N・D-』通常盤収録曲。
14. KinKi Kids forever (English version) [3:34]
（作詞・作曲・編曲：Jonas Saeed）
4thアルバム『D album』収録曲の全英語詞バージョン。

### Disc 4 【YOUR FAVORITE DVD】
※初回限定盤のみ収録

#### 10 YOUR FAVORITE SONGS at LIVE
アンケート結果により収録されているDisc 1の上位10曲のライブバージョン映像を収録。収録順は10位→1位の順で収録されている。曲名末の『』内は、収録されている楽曲の音源元となるツアー名、（）内は開催された年。また※印が付いたものは、今回が初の映像化。それ以外のものは、先に発売されているビデオやDVDの映像を再編集したものを収録している。
1. 月光 『KinKi Kids DOME TOUR 〜font de Anniversary〜』（2004年 - 2005年）
2. 薄荷キャンディー 『KinKi Kids H TOUR 〜Have A Nice Day〜』（2005年 - 2006年）[注釈 1]
3. 雨のMelody 『KinKi Kids CONCERT TOUR 2006-2007 Harmony of Winter -iD-』（2006年 - 2007年） ※
4. 硝子の少年 『A so Bo Concert』（1997年）
5. ボクの背中には羽根がある 『KinKi Kids DOME CONCERT "みんな元気かい?"』（2001年 - 2002年） ※
6. 恋涙 『KinKi Kids H TOUR 〜Have A Nice Day〜』（2005年 - 2006年）[注釈 1]
7. Love is... 〜いつもそこに君がいたから〜 『KinKi Kids CONCERT TOUR 2006-2007 Harmony of Winter -iD-』（2006年 - 2007年） ※
8. 雪白の月『KinKi Kids CONCERT TOUR 2006-2007 Harmony of Winter -iD-』（2006年 - 2007年） ※
9. Anniversary 『KinKi Kids DOME TOUR 〜font de Anniversary〜』（2004 - 2005年）
この映像は、KinKi Kids DOME TOUR 〜font de Anniversary〜で二度歌われたうちの二度目のアンコールの方を収録。
10. 愛のかたまり 『KinKi Kids DOME TOUR 〜font de Anniversary〜』（2004年 - 2005年）
同ツアーの音源に乗せ、『KinKi Kids DOME TOUR 〜font de Anniversary〜』『KinKi Kids DOME CONCERT "みんな元気かい?"』『KinKi Kids 24/7 G Tour』（2003年 - 2004年）の3つのコンサート映像をオムニバス形式で構成したもの。尚、音源はこの後の曲「カナシミ ブルー」とのメドレー形式で演奏された為、次曲に行くまでの段階で曲が終わっている。

#### TV-CM SELECTION
本作発売までに発売したシングル・アルバムの発売時に、テレビにて放映されたCMを収録したCM集。なお、『硝子の少年／A album』の別バージョンのCMや『愛されるより愛したい』のc/w『ひとりぼっちのクリスマス』のCMも放送されていたがここには収録されていない。

## ファンの人気投票結果
- 11位-39位までのランク曲は、2007年7月22日に東京ドームで行なわれた公演『KinKi Kids 10th Anniversary in TOKYO DOME』公演にて、アルバムタイトル『39』にちなんで39位まで発表された[注 1]。
- 曲目尾に(K)が付いている曲は「KOICHI'S FAVORITE」に収録、(T)が付いている曲が「TSUYOSHI'S FAVORITE」に収録された楽曲。

1位：愛のかたまり
2位：Anniversary
3位：雪白の月
4位：Love is... 〜いつもそこに君がいたから〜
5位：恋涙
6位：ボクの背中には羽根がある
7位：硝子の少年
8位：雨のMelody
9位：薄荷キャンディー
10位：月光
11位：solitude 〜真実のサヨナラ〜
12位：Bonnie Butterfly (K)
13位：KinKi Kids forever (T)　※英語バージョンで収録
14位：to Heart (T)
15位：Harmony of December (K)
16位：99%LIBERTY (K)
17位：このまま手をつないで (K)
18位：FRIENDS
19位：BRAND NEW SONG
20位：フラワー (K)
21位：もう君以外愛せない
22位：SNOW! SNOW! SNOW!
23位：カナシミ ブルー (T)
24位：ね、がんばるよ。
25位：欲望のレイン
26位：情熱
27位：ひらひら (T)
28位：世界中のみんなで･･･。
29位：ビロードの闇 (K)
30位：青の時代 (T)
31位：Misty (K)
32位：Black Joke
33位：せつない恋に気づいて (T)
34位：Natural Thang (T)
35位：永遠のBLOODS
36位：Kissからはじまるミステリー (K)
37位：futari
38位：キミハカルマ
39位：5×9=63

## 映像作品
Music of Life
- KinKi Kids 2010-2011 〜君も堂本FAMILY〜